# Domony
Domony est un village et une commune du comitat de Pest en Hongrie.

## Histoire

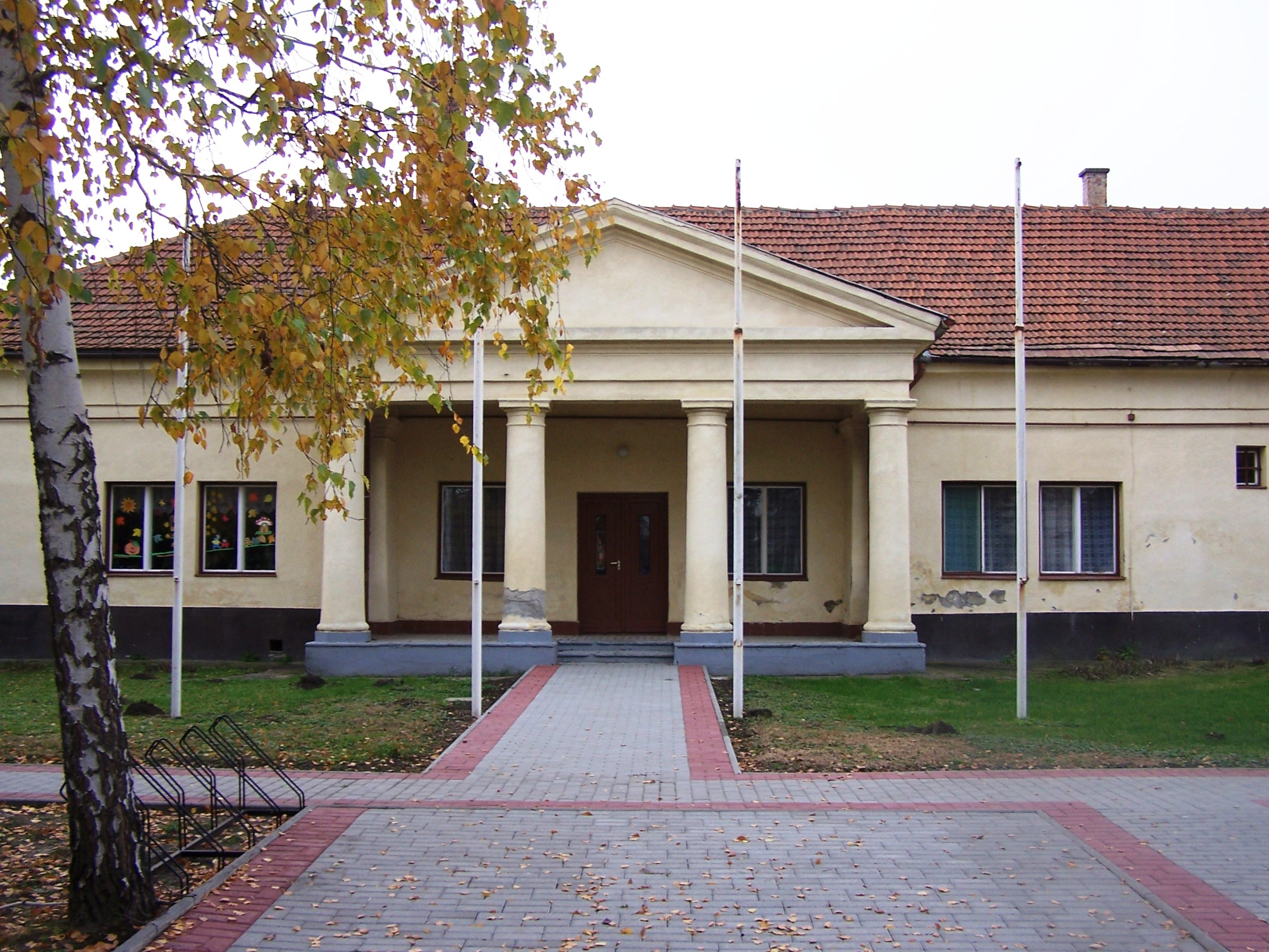
Manoir Both-Baghy (1830), actuelle mairie de Domony